# Huttonaea woodii
Huttonaea woodii é uma espécie de orquídea terrestre pertencente à subtribo Disinae, endêmica de KwaZulu-Natal, na África do Sul, em áreas onde sempre estão sujeitas às chuvas de verão, em campinas elevadas. Floresce no final do verão mas nada se sabe sobre a polinização desta espécie. Não há informações sobre exemplares em cultivo.
Crescem a partir de um tubérculo que origina plantas delicadas sem pilosidades, de caules que não passam de quarenta centímetros, com poucas folhas. A inflorescência não se ramifica e comporta poucas flores espaçadas ressupinadas, com sépalas verdes e pétalas unidas na base, com lâminas pubescentes e margens fimbriadas. O labelo é semelhante ao conjunto formado pelas pétalas. A coluna é curta, contém duas polínias com dois grandes viscídios bem afastados.